# 湯沢郵便局

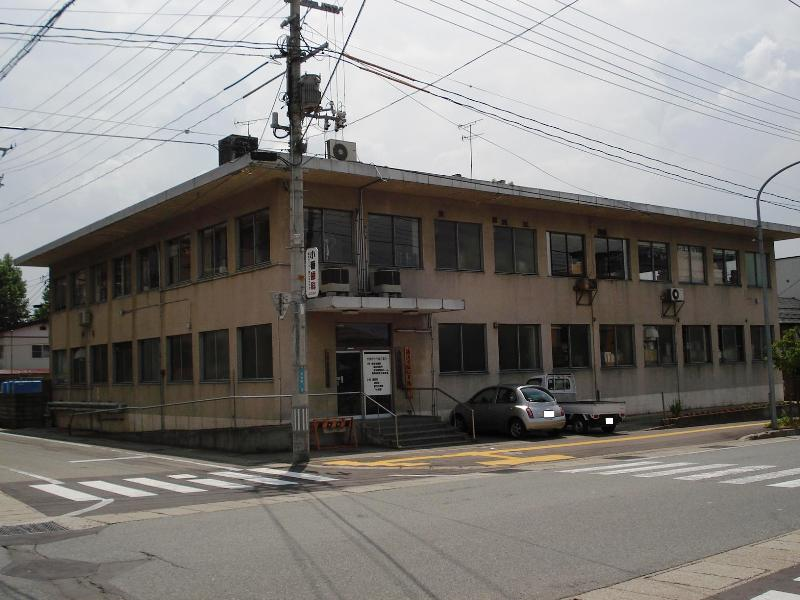
旧局舎（2010年6月19日撮影 現存せず）

湯沢郵便局（ゆざわゆうびんきょく）は、秋田県湯沢市にある郵便局である。民営化前の分類では集配普通郵便局であった。

## 概要
住所：〒012-8799 秋田県湯沢市材木町1-1-36

## 沿革
- 1872年8月4日（明治5年7月1日） - 田町[1]に湯沢郵便取扱所として開設[2]。
- 1875年（明治8年）1月1日 - 湯沢郵便局（五等）となる。
- 1879年（明治12年） - 為替取扱を開始。
- 1880年（明治13年）4月20日 - 貯金取扱を開始。
- 1884年（明治17年） - 柳町に移転[1]。
- 1890年（明治23年）12月16日 - 湯沢郵便電信局となる[3]。
- 1891年（明治24年）10月16日 - 欧文電報および欧字又はアラビア数字入り和文電報の取扱を開始[4]。
- 1893年（明治26年）7月1日　- 小包郵便取扱を開始[5]。
- 1903年（明治36年）4月1日 - 通信官署官制の施行に伴い湯沢郵便局となる。
- 1909年（明治42年）8月11日 - 特設電話加入申込の受理を開始[6]。
- 1910年（明治43年）1月21日 - 電話交換業務および電話通話事務並びに電話加入者の託送電報取扱を開始[7]。同日、横手、秋田、土崎、本荘、大曲が市外通話区域となる[8]。
- 1916年（大正5年）
  - 4月1日 - 府県税納入振替貯金特別取扱を開始[9]。
  - 10月1日 - 簡易生命保険取扱を開始
- 1925年（大正14年）
  - 5月10日 - 大火により局舎類焼[10]
  - 10月31日 - 局舎を新築[10]。
- 1926年（大正15年）10月1日 - 郵便年金取扱を開始。
- 1928年（昭和3年）
  - 7月21日 - 東京が市外通話区域となる[11]。
  - 10月1日 - 特設電話を普通電話に変更[12]。
- 1941年（昭和16年）2月1日 - 官制改正により特定郵便局となる[10]。
- 1945年（昭和20年）12月1日 - 特定郵便局から普通郵便局に局種別改定[13]。
- 1947年（昭和22年）11月1日 - 湯沢町大町に移転[10]。
- 1949年（昭和24年）6月1日 - 逓信省が郵政省と電気通信省に分割するのに伴って、湯沢郵便局と湯沢電報電話局に分割[14]。
- 1950年（昭和25年）2月1日 - 郵政省組織規定に基づき分課制実施[10]。庶務会計課、郵便課、貯金課、保険課の４課を置く[10]。
- 1959年（昭和34年）7月11日 - 電話通話および和文電報受付事務の取扱を開始[15]。
- 1964年（昭和39年）
  - 11月2日 - 局舎新築落成[10]。
  - 11月16日 - 局舎を新築移転[10]。
- 1990年（平成2年）11月13日 - 湯沢市佐竹町3-37から､同市材木町一丁目1-36に局舎を新築、移転[16]。
- 1999年（平成11年）7月1日 - 外国通貨の両替および旅行小切手の売買に関する業務取扱を開始。
- 2006年（平成18年）
  - 3月31日 - この日をもって、外国通貨の両替および旅行小切手の売買に関する業務取扱を終了。
  - 10月2日 - 須川郵便局から集配業務を移管[17]。
- 2007年（平成19年）10月1日 - 民営化に伴い、併設された郵便事業湯沢支店に一部業務を移管。
- 2012年（平成24年）10月1日 - 日本郵便株式会社の発足に伴い、郵便事業湯沢支店を湯沢郵便局に統合。
- 2022年（令和4年）4月1日 - 日本郵政グループの組織改正により、かんぽ生命保険秋田支店湯沢郵便局かんぽサービス部を設置。当局が取扱っていた金融コンサルタント業務を移管[18]。

## 取扱内容
- 郵便、印紙、ゆうパック、チルドゆうパック、内容証明、国際郵便
- 貯金、為替、振替、振込、国際送金、国債、投資信託、確定拠出年金、財形定額貯金
- 生命保険、バイク自賠責保険、自動車保険、がん保険、引受条件緩和型医療保険、変額年金保険
- ゆうちょ銀行ATM
- 湯沢市内の一部地域の集配業務
- ゆうゆう窓口

## 周辺
- 湯沢市役所
- 湯沢市立湯沢図書館
- 湯沢雄勝広域市町村圏組合消防本部

## アクセス
- JR奥羽本線 湯沢駅から徒歩約6分
- 羽後交通バス 湯沢駅前停留所、もしくはサンロード停留所下車
- 東北中央自動車道 湯沢ICから南東へ約1.5km
- 国道13号沿い
- 駐車場あり：19台